# Nesoscirtella polita
Nesoscirtella polita är en insektsart som beskrevs av George Clifford Carl 1914. Nesoscirtella polita ingår i släktet Nesoscirtella och familjen vårtbitare. Inga underarter finns listade i Catalogue of Life.